# Tegnstøttet kommunikation
Tegnstøttet kommunikation er et system hvor du bruger visuel kommunikation: Tale, mundbevægelser og tegn til at understøtte en samtale. Tegnstøttet kommunikation bruges af hørehæmmede, døvblevne og deres pårørende.